# Amád Mhedzebí
Amád Mhedzebí (arabul: عماد المهذبى; Ben Arúsz, 1976. március 22. –) tunéziai válogatott labdarúgó.

## Pályafutása

### Klubcsapatban
1994 és 2001 között az Étoile du Sahel csapatában játszott, melynek tagjaként 1997-ben bajnoki címet szerzett és két alkalommal (1995, 1999) nyerte meg a CAF-kupát. 2001 és 2003 között a Genoa játékosa volt Olaszországban. A 2003–04-es idényben a Sfaxien, 2004 és 2005 között az Étoile du Sahel labdarúgója volt. 2005-től 2007-ig Franciaországban szerepelt a Nantes együttesében. 2007 és 2009 között a Stade Tunisienben játszott. 

### A válogatottban
1998 és 2005 között 56 alkalommal szerepelt a tunéziai válogatottban és 12 gólt szerzett. Részt vett a 2000-es, a 2002-es afrikai nemzetek kupáján és a 2004-es afrikai nemzetek kupáján, 2005-ös konföderációs kupán, valamint a 2002-es világbajnokságon.

## Sikerei, díjai
Étoile du Sahel
- Tunéziai bajnok (1): 1996–97
- Kupagyőztesek Afrika-kupája győztes (1): 1997
- CAF-szuperkupa győztes (1): 1998
- CAF-kupa győztes (2): 1995, 1999

Tunézia
- Afrikai nemzetek kupája győztes (1): 2004

## Külső hivatkozások
- Amád Mhedzebí adatlapja a National-Football-Teams.com oldalon (angolul)

- Amád Mhedzebí (angol nyelven). FootballDatabase.eu
- Amád Mhedzebí adatlapja a worldfootball.net oldalon (angolul)